# 테리 젠더 벤더
테리 젠더 벤더(Teri Gender Bender, 1989년 5월 15일 ~ )는 미국, 멕시코의 싱어송라이터이다. 멕시코의 록 밴드 Le Butcherettes의 리드보컬 겸 기타리스트로 유명하며, 이외에도 밴드 보스니안 레인보우스(Bosnian Rainbows), 크리스탈 페어리(Crystal Fairy), 기모노 컬트(Kimono Kult)의 멤버이기도 하다.

## 음반 목록
- Insect Legs (2014)
- Rebel Girl (2015)
- I Feel You (2016)